# Pablo Pedro XI Emmanuelian
Pablo Pedro XI Emmanuelian (en armenio Պօղոս Պետրոս ԺԱ Էմմանուէլեան, Boghos Bedros Emmanuelian) (Telerpen, Imperio otomano, 16 de enero de 1829-Constantinopla, 18 de abril de 1904) fue un religioso armenio, patriarca (Catholicós) de Cilicia y primado de la Iglesia católica armenia.

## Biografía
Nació en Telerpen (Turquía). El 26 de agosto de 1881 fue nombrado obispo de Cesarea de Capadocia. Elegido patriarca el 24 de julio de 1899, fue confirmado por la Santa Sede el 14 de diciembre de ese mismo año. Hombre de cultura, estudioso de teología, fue autor de un curso de filosofía en dos volúmenes.
| Predecesor: Esteban Pedro X Azarian | Patriarca de Cilicia de los Armenios 1899 - 1904 | Sucesor: Pablo Pedro XII Sabbaghian |